# Widzki Dwór
Widzki Dwór – część wsi Podwarynka na Białorusi, w obwodzie witebskim, w rejonie brasławskim, w sielsowiecie Widze.

## Historia
W czasach zaborów ówczesne dobra leżały w granicach powiatu nowoaleksandrowskiego Imperium Rosyjskiego.
Przed 1863 r. dobra należały do Piotra Pizaniego. Po powstaniu styczniowym zostały przymusowo zasekwestrowane przez władze rosyjskie i sprzedane Matwiejewej.
W latach 1921–1945 osada a następnie kolonia leżała w Polsce, w województwie nowogródzkim (od 1926 w województwie wileńskim), w powiecie brasławskim, w gminie Widze.
Według Powszechnego Spisu Ludności z 1921 roku zamieszkiwało tu 25 osób, wszystkie były wyznania rzymskokatolickiego i zadeklarowały polską przynależność narodową. Były tu 4 budynki mieszkalne. W 1931 w 6 domach zamieszkiwało 29 osób.
Miejscowość należała do parafii rzymskokatolickiej i prawosławnej w Widzach. Podlegała pod Sąd Grodzki w Turmoncie i Okręgowy w Wilnie; właściwy urząd pocztowy mieścił się w Widzach.